# Циклічність фаціальна
Циклічність фаціальна, Ритмічність фаціальна
Виявляється в закономірній зміні відкладів більш мілководних фацій відкладеннями відносно більш глибоководних фацій в трансгресивній частини ритмів (циклів) і в зворотній зміні відкладів у їх регресивній частині. Спостерігається в мезо- і макроритмах осадових відкладів, що утворилися внаслідок тектонічних коливальних (пульсаційних) рухів. Чергування всередині ритмів відкладів різних фаціальних зон у зазначеній послідовності підтверджується в морських відкладах великим комплексом діагностичних фаціальних ознак, а також зміною всередині ритмів комплексів фауни, що визначають різні за глибиною фаціальні зони. Зустрічаються ритми (цикли) багатофаціальні, біфаціальні і поліфагціальні тобто складені однією або кількома групами фацій.